# Erkki
Erkki är ett finskt mansnamn, nära besläktat med Erik. Erkki Guldhjort Kyrpänen är en mytisk figur i det finska eposet Kalevala. En listig skämtare, besläktad med den nordiska mytologins Loke. 

## Personer med namnet Erkki
- Erkki Ala-Könni,  finländsk folkmusikforskare och upptecknare
- Erkki Itkonen
- Erkki Kaila, finländsk teolog och politiker
- Erkki Kansanaho, finländsk biskop
- Erkki Kataja, finländsk friidrottare
- Erkki Kohvakka, finländsk orienterare
- Erkki Kuokkanen, finländsk jurist och politiker
- Erkki Kuronen, svensk journalist och formgivare
- Erkki Kämäräinen, finländsk skidåkare
- Erkki Laine, finländsk ishockeyspelare
- Erkki Lappalainen, svensk poet
- Erkki Lehtonen, finländsk ishockeyspelare
- Erkki Liikanen, finländsk politiker och ämbetsman
- Erkki Melartin, finländsk tonsättare
- Erkki Raappana, finländsk generalmajor
- Erkki Raatikainen, finländsk politiker
- Erkki Räikkönen, finländsk författare, publicist och studentpolitiker
- Erkki Sallinen
- Erkki Tammenoksa, svensk politiker
- Erkki Tanttu,  finländsk grafisk konstnär och illustratör
- Erkki Tossavainen, svensk musiker
- Erkki Tuomioja, finländsk riksdagsman och historiker